# Stephan Vuckovic
Stephan Vuckovic (n. 22 iunie 1972, Reutlingen, Germania) este un triatlonist german, medaliat olimpic. A participat la o ediție a Jocurilor Olimpice (2000) în care a câștigat o medalie de argint.

## Participări
Lista de mai jos prezintă principalele competiții la care a participat Stephan Vuckovic de-a lungul carierei.
- triathlon at the 2000 Summer Olympics – men's[*]